# Jovana Jakšić
Jovana Jakšić (Belgrado, 30 settembre 1993) è una tennista serba inattiva dal 2021.

## Carriera

### Junior
Jovana Jakšić ha iniziato a giocare a tennis all'età di 8 anni.
A livello giovanile, arrivò ad essere l'11ª nel ranking junior in singolare. Nel 2009 giunse ai quarti al Wilson ITF Junior Classic, mentre al Malta U18 ITF Junior Tournament perse ancora nei quarti in singolare ma vinse il torneo di doppio con Julia Stamanova. Al Nazmi Bari Cup ITF Junior 2009 perse la finale contro Nigina Abduraimova, la stessa giocatrice che l'avrebbe battuta in finale al Enka ITF Junior 2009. Al Mediterranee Avenir perse in semifinale contro Mai Grace. Al Pancevo International 2009 vinse il torneo di doppio insieme a Doroteja Eric.
Nel 2010 perse in semifinale al 22nd Czech International Junior Indoor Championships contro Magda Linette. Al 9th Monastir ITF Junior Tournament, al ITF/LTAT Junior Championships e al 15th Sarawak Chief Minister's Cup - ITF World Junior Tennis Championships 2010 perse nei quarti, mentre al IX Campeonatos Internacionales Junior de Tenis de la Comunidad Valenciana raggiunse la semifinale persa contro Klara Fabikova. Al 11th Gerry Weber Junior Open vinse il torneo di doppio con Irina Chromačëva. Al Pancevo International 2010 perse in finale contro Natalija Kostic, mentre s'impose in doppio al Perin Memorial.
Nel 2011 perse nei quarti al Chang LTAT ITF Junior Championships e in semifinale al 17th Sarawak Chief Minister's Cup. Vinse il primo titolo in singolare al 22nd Mitsubishi-Lancer International Juniors Championships battendo in finale Anett Kontaveit. Al 28th International Tournament of Salsomaggiore vinse in doppio insieme a Lucia Butkovska. Al 19th International Junior Tournament of Offenbach perse in finale in singolare contro Montserrat Gonzalez, mentre vinse in doppio con Stephanie Nauta. Al ITF Junior Open Linz perse in semifinale contro Klara Fabikova. S'impose, invece, al Pancevo International battendo in finale Irina Maria Bara, mentre perse in finale al 13th Serbia Junior Open Novi Sad 2011 contro Ilka Csoregi.

### Professionismo

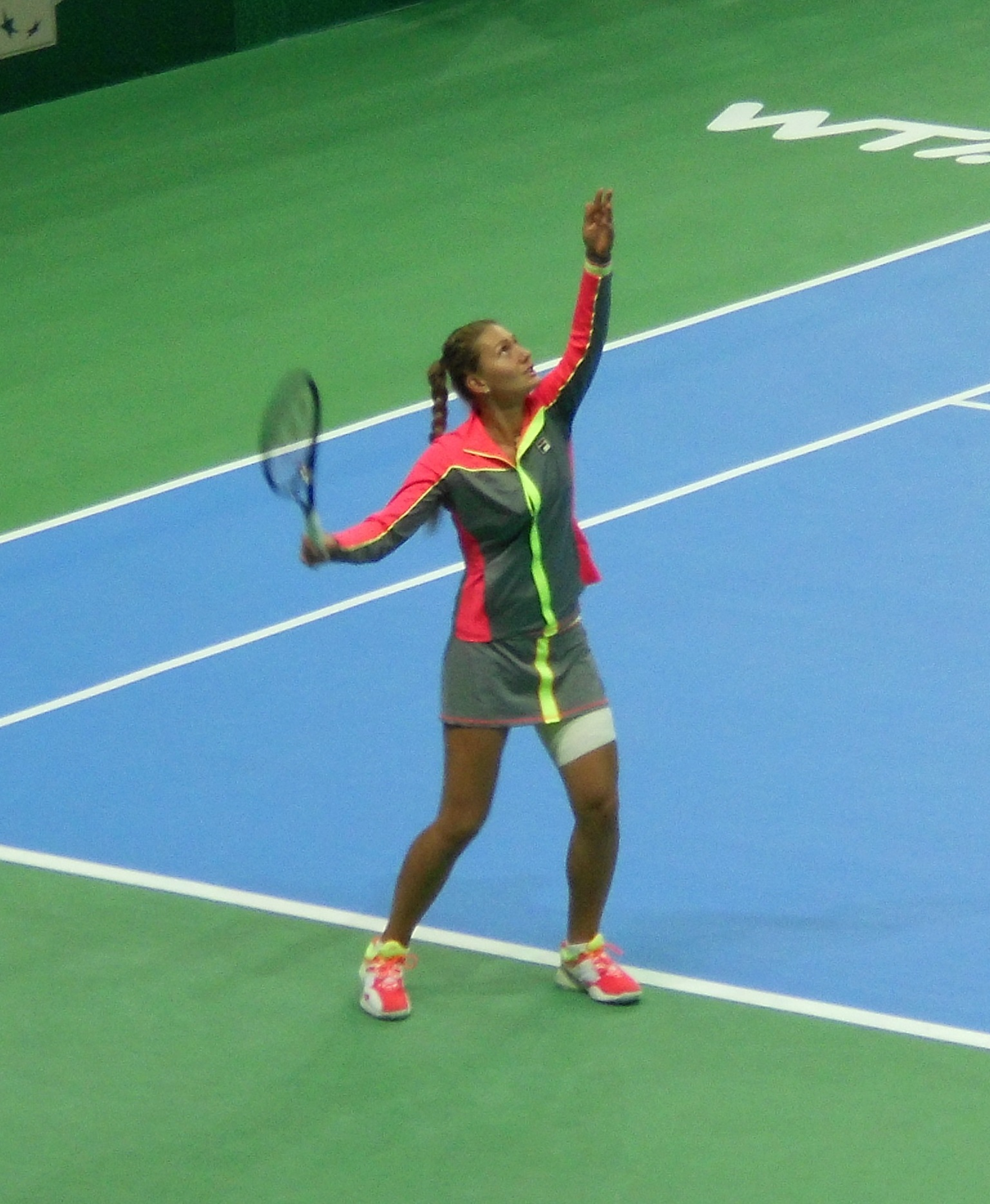
Jovana nel 2014

Jovana ha vinto 13 titoli ITF in singolare. Il 26 agosto 2013 ha raggiunto il best ranking al numero 159 in singolare.
Nel 2009, inizia a giocare i primi tornei ITF raggiungendo i quarti a Prokuplje, e il secondo turno a Prokuplje 2 e a Monastir. L'anno seguente raggiunge come migliori piazzamenti il secondo turno ai tornei di Vic, Prokuplje, Prokuplje 2 e a Osijek. Nel 2011 vince due tornei, a Prokuplje 2 e ad Antalya, mentre perde in finale in tre occasioni (Vincovci, Plovdiv, Pirot) e in semifinale ad Osijek. Nel 2012, vince altri sei titoli (cinque ad Antalya ed uno a Mumbai), e perde nei quarti nei tornei di Sarajevo, Niš, Prokuplje ed Antalya. Nel 2013, vince altri tre titoli (due ad Antalya ed uno a Poza Rica) e perde una finale sempre ad Antalya. Nell'aprile dello stesso anno, debutta in un main-draw del circuito WTA al Monterrey Open 2013 superando anche le qualificazioni e battendo al primo turno l'ex top 50 Vera Duševina, per poi essere battuta da Marija Kirilenko per 6-0, 4-6, 6-1. Al Guangzhou International Women's Open 2013, passa le qualificazioni ma viene sconfitta al primo turno da Laura Robson.
Nel 2014 partecipa al torneo di Monterrey raggiungendo la finale (prima WTA in carriera). Nell'atto conclusivo si arrende all'onnipotenza di Ana Ivanović che la demolisce per 6-2 6-1

## Statistiche WTA

### Singolare

#### Sconfitte (1)
| Legenda               |
| --------------------- |
| Grande Slam (0)       |
| Argenti Olimpici (0)  |
| WTA Finals (0)        |
| Premier Mandatory (0) |
| Premier 5 (0)         |
| Premier (0)           |
| International (1)     |
| WTA 125s (0)          |

| N. | Data          | Torneo                    | Superficie | Avversaria in finale | Punteggio |
| 1. | 6 aprile 2014 | Monterrey Open, Monterrey | Cemento    | Ana Ivanović         | 2-6, 1-6  |

## Statistiche ITF

### Singolare

#### Vittorie (17)
| Torneo $100.000 (0) |
| Torneo $80.000 (0)  |
| Torneo $75.000 (0)  |
| Torneo $60.000 (0)  |
| Torneo $50.000 (1)  |
| Torneo $25.000 (6)  |
| Torneo $15.000 (0)  |
| Torneo $10.000 (10) |

| N.  | Data              | Torneo                                                  | Superficie  | Avversaria in finale | Score             |
| 1.  | 10 luglio 2011    | ITF Women's Circuit Prokuplje, Prokuplje                | Terra rossa | Zsófia Susányi       | 6-2, 6-3          |
| 2.  | 6 novembre 2011   | GD Tennis Academy, Antalya                              | Terra rossa | Ganna Poznikhirenko  | 6-4, 6-2          |
| 3.  | 18 marzo 2012     | MSLTA ITF US $ 10,000 Women's Tennis Tournament, Mumbai | Cemento     | Keren Shlomo         | 6-3, 7-6(5)       |
| 4.  | 30 settembre 2012 | GD Tennis Academy, Antalya                              | Terra rossa | Zuzana Zálabská      | 7-5, 7-5          |
| 5.  | 14 ottobre 2012   | GD Tennis Academy, Antalya                              | Terra rossa | Lena-Marie Hofmann   | 6-2, 6-3          |
| 6.  | 4 novembre 2012   | GD Tennis Academy, Antalya                              | Terra rossa | Ganna Poznikhirenko  | 6-2, 7-6(3)       |
| 7.  | 11 novembre 2012  | GD Tennis Academy, Antalya                              | Terra rossa | Ana Konjuh           | 6-3, 6-1          |
| 8.  | 25 novembre 2012  | GD Tennis Academy, Antalya                              | Terra rossa | Laura-Ioana Andrei   | 6-2, 6-0          |
| 9.  | 17 febbraio 2013  | GD Tennis Academy, Antalya                              | Terra rossa | Jasmina Tinjić       | 5-2, ret.         |
| 10. | 24 febbraio 2013  | GD Tennis Academy, Antalya                              | Terra rossa | Ioana Ducu           | 6-2, 7-5          |
| 11. | 14 aprile 2013    | Internacional Femenil Poza Rica, Poza Rica              | Cemento     | Julia Cohen          | 2-6, 6-3, 6-4     |
| 12. | 19 maggio 2013    | Bankaltim Women's Circuit, Balikpapan                   | Cemento     | Yang Zi              | 6-3, 6-2          |
| 13. | 26 maggio 2013    | Walikota Tarakan Open, Tarakan                          | Cemento (i) | Li Ting              | 6-3, 6-2          |
| 14. | 23 febbraio 2014  | City Of Surprise Women's Open, Surprise                 | Cemento     | Tamira Paszek        | 4-6, 7-6(13), 7-5 |
| 15. | 25 ottobre 2015   | National Bank Challenger Saguenay, Saguenay             | Cemento (i) | Amra Sadiković       | 6–3, 6(5)–7, 6–1  |
| 16. | 4 giugno 2017     | Wuhan City Vocational College Cup, Wuhan                | Cemento     | Liu Fangzhou         | 6–0, 3–6, 6–2     |
| 17. | 26 maggio 2019    | Karuizawa Yonex Open, Karuizawa                         | Sintetico   | Momoko Kobori        | 6–1, 4-6, 7-5     |

#### Sconfitte (11)
| Torneo $100.000 (0) |
| Torneo $80.000 (0)  |
| Torneo $75.000 (0)  |
| Torneo $60.000 (0)  |
| Torneo $50.000 (3)  |
| Torneo $25.000 (4)  |
| Torneo $15.000 (0)  |
| Torneo $10.000 (4)  |

| N.  | Data             | Torneo                                      | Superficie  | Avversaria in finale | Score         |
| 1.  | 28 agosto 2011   | Vinkovci Open, Vinkovci                     | Terra rossa | Indire Akiki         | 6-3, 0-6, 2-6 |
| 2.  | 2 ottobre 2011   | Pulpia Cup, Plovdiv                         | Terra rossa | Dinah Pfizenmaier    | 4-6, 4-6      |
| 3.  | 9 ottobre 2011   | Pirot Open, Pirot                           | Terra rossa | Natalija Kostić      | 3-6, 3-6      |
| 4.  | 3 marzo 2013     | GD Tennis Academy, Antalya                  | Terra rossa | Ioana Raluca Olaru   | 3-6, 5-7      |
| 5.  | 28 luglio 2013   | AEGON Pro Series Wrexham, Wrexham           | Cemento     | Diāna Marcinkēviča   | 7-5, 5-7, 2-6 |
| 6.  | 4 maggio 2014    | ITF Women's Circuit Anning, Anning          | Terra rossa | Zheng Saisai         | 2-6, 3-6      |
| 7.  | 26 ottobre 2014  | National Bank Challenger Saguenay, Saguenay | Cemento (i) | Julie Coin           | 5–7, 3–6      |
| 8.  | 1º novembre 2015 | Tevlin Women's Challenger, Toronto          | Cemento (i) | Tatjana Maria        | 3–6, 2–6      |
| 9.  | 9 giugno 2018    | ITF Women's Circuit Singapore, Singapore    | Cemento     | Hiroko Kuwata        | 6(4)–7, 0–6   |
| 10. | 19 agosto 2018   | ITF Women's Circuit Guiyang, Guiyang        | Cemento     | Anastasija Gasanova  | 3-6, 4-6      |
| 11. | 7 luglio 2019    | ITF Women's Circuit Tianjin, Tientsin       | Cemento     | Wang Xinyu           | 4-6, 2-6      |

### Doppio

#### Vittorie (4)
| Torneo $100.000 (0) |
| Torneo $80.000 (0)  |
| Torneo $75.000 (0)  |
| Torneo $60.000 (2)  |
| Torneo $50.000 (0)  |
| Torneo $25.000 (2)  |
| Torneo $15.000 (0)  |
| Torneo $10.000 (0)  |

| N. | Data              | Torneo                                                   | Superficie  | Compagna          | Avversarie in finale             | Score            |
| 1. | 29 agosto 2015    | ITF Women's Circuit Monastir, Winnipeg                   | Cemento     | Sharon Fichman    | Kristie Ahn Lorraine Guillermo   | 6-2, 6-1         |
| 2. | 30 aprile 2017    | Boyd Tinsley Women's Clay Court Classic, Charlottesville | Terra verde | Catalina Pella    | Madison Brengle Danielle Collins | 6-4, 7-6(5)      |
| 3. | 30 settembre 2017 | Stillwater Pro Women's Challenger, Stillwater            | Cemento     | Caitlin Whoriskey | Harriet Dart An-Sophie Mestach   | 4–6, 6–4, [10–3] |
| 4. | 28 luglio 2018    | Braidy Industries Women's Tennis Classic, Ashland        | Terra verde | Renata Zarazúa    | Sanaz Marand Whitney Osuigwe     | 6–3, 5–7, [10–4] |

#### Sconfitte (4)
| Torneo $100.000 (0) |
| Torneo $80.000 (0)  |
| Torneo $75.000 (0)  |
| Torneo $60.000 (2)  |
| Torneo $50.000 (0)  |
| Torneo $25.000 (1)  |
| Torneo $15.000 (0)  |
| Torneo $10.000 (1)  |

| N. | Data            | Torneo                                        | Superficie | Compagna          | Avversarie in finale                 | Score            |
| 1. | 24 ottobre 2010 | ITF Women's Circuit Monastir, Monastir        | Cemento    | Sasha Khabibulina | Irina Glimakova Polina Monova        | 2-6, 6-1, [7-10] |
| 2. | 30 luglio 2017  | FSP Gold River Women's Challenger, Sacramento | Cemento    | Vera Lapko        | Desirae Krawczyk Giuliana Olmos      | 1-6, 2-6         |
| 3. | 7 marzo 2020    | Oracle Pro Series Las Vegas, Las Vegas        | Cemento    | Conny Perrin      | Lorraine M. Guillermo Maegan Manasse | 6-0, 2-6, [4-10] |
| 4. | 30 gennaio 2021 | Georgia's Rome Tennis Open, Rome              | Cemento    | Vol'ha Havarcova  | Emina Bektas Tara Moore              | 7-5, 2-6, [8-10] |

## Risultati in progressione
| Sigla | Risultato               |
| ----- | ----------------------- |
| V     | Vincitore               |
| F     | Finalista               |
| SF    | Semifinalista           |
| O     | Oro olimpico            |
| A     | Argento olimpico        |
| SF    | Bronzo olimpico         |
| QF    | Quarti di Finale        |
| 4T    | Quarto turno            |
| 3T    | Terzo turno             |
| 2T    | Secondo turno           |
| 1T    | Primo turno             |
| RR    | Round Robin             |
| LQ    | Turno di qualificazione |
| A     | Assente                 |
| ND    | Non disputato           |

| Legenda superfici    |
| -------------------- |
| Cemento              |
| Terra battuta        |
| Erba                 |
| Superficie variabile |

### Singolare nei tornei del Grande Slam
| Torneo          | 2014 | 2015 | V--S |
| --------------- | ---- | ---- | ---- |
| Australian Open | A    | A    | 0-0  |
| Open di Francia | 1T   |      | 0-1  |
| Wimbledon       | 1T   |      | 0-1  |
| US Open         | A    |      | 0-0  |
| Totale          | 0-2  | 0-0  | 0-2  |

### Doppio nei tornei del Grande Slam
Nessuna partecipazione

### Doppio misto nei tornei del Grande Slam
Nessuna partecipazione